# Wikipedia en turcomano
La Wikipedia turcomana (en turcomano: Turkmen Wikipediýa) es la versión turcomana de Wikipedia. Fue creado el 16 de febrero de 2004. El 27 de diciembre de 2016, la Wikipedia turcomana llegó a 5601 artículos y 13 225 usuarios.